# Алберт Рамос Виньолас
Алберт Рамос Виньолас (на испански: Albert Ramos Viñolas) е испански тенисист. 

## Биография
Алберт Рамос Виньолас е роден на 17 януари 1988 г. в Барселона, Испания. Алберт е средното от три деца на Гусман Рамос и Леонор Виньолас. Сестра му Анна играе тенис в колежa na Тихоокеанския университет. Той се жени за Хелена Марти през ноември 2017 г. и има дъщеря, родена през август 2020 г. Алберт играе тенис от петгодишен, като през уикендите играе на корта с баща си. Любимата му настилка е клей, най-добрия му удар е форхенд.

## Кариера

### Младша кариера
Алберт Рамос Виньолас участва във финалите на шест фючърс турнира, четири от които печели. Той губи във финалите на два турнира от ATP Чаланджър тур (в Севиля срещу своя сънародник Пере Риба и в Палермо срещу румънеца Адриан Унгур). През 2010 г. той печели първия си финал на Чаланджър в Сан Себастиан, където побеждава французина Беноа Пер.

### Професионална кариера
Алберт Рамос Виньолас достига най-високото в кариерата си класиране на сингъл в ранглистата на Асоциацията на професионалистите по тенис (ATP), като световен номер 17, постигнато през май 2017 г. след, като достига до финала на Мастърс турнира в Монте Карло Мастърс през 2017 г. Печели четири титли на сингъл от ATP Тур.

## Кариерна статистика

#### Финали натурнири от сериите Мастърс(1)
| година | турнир              | съперник във финала | резултат |
| ------ | ------------------- | ------------------- | -------- |
| 2017   | Монте Карло Мастърс | Рафаел Надал        | 1–6, 3–6 |

### ATP финали (4 титли; 12 финала)
|        | П–З | Година | Турнир                | Клас         | Настилка | Опонент                | Резултат                |
| ------ | --- | ------ | --------------------- | ------------ | -------- | ---------------------- | ----------------------- |
| Загуба | 0–1 | 2012   | Гран При Хасан Втори  | 250 серии    | Клей     | Пабло Андухар          | 1–6, 6–7(5–7)           |
| Победа | 1–1 | 2016   | Швеция Оупън          | 250 серии    | Клей     | Фернандо Вердаско      | 6–3, 6–4                |
| Загуба | 1–2 | 2016   | Чънду Оупън           | 250 серии    | Твърда   | Карен Хачанов          | 7–6(7–4), 6–7(3–7), 3–6 |
| Загуба | 1–3 | 2017   | Брасил Оупън          | 250 серии    | Клей     | Пабло Куевас           | 7–6(7–3), 4–6, 4–6      |
| Загуба | 1–4 | 2017   | Монте Карло Мастърс   | Мастърс 1000 | Клей     | Рафаел Надал           | 1–6, 3–6                |
| Загуба | 1–5 | 2018   | Еквадор Оупън         | 250 серии    | Клей     | Роберто Карбалес Баена | 3–6, 6–4, 4–6           |
| Победа | 2–5 | 2019   | Суис Оупън            | 250 серии    | Клей     | Седрик-Марсел Стебе    | 6–3, 6–2                |
| Загуба | 2–6 | 2019   | Австрия Оупън Кицбюел | 250 серии    | Клей     | Доминик Тийм           | 6–7(0–7), 1–6           |
| Загуба | 2–7 | 2021   | Кордоба Оупън         | 250 серии    | Клей     | Хуан Мануел Серундоло  | 0–6, 6–2, 2–6           |
| Победа | 3–7 | 2021   | Ещорил Оупън          | 250 серии    | Клей     | Камерън Нори           | 4–6, 6–3, 7–6(7–3)      |
| Победа | 4–7 | 2022   | Кордоба Оупън         | 250 серии    | Клей     | Алехандро Табило       | 4–6, 6–3, 6–4           |
| Загуба | 4–8 | 2023   | Суис Оупън            | 250 серии    | Клей     | Педро Качин            | 6–3, 0–6, 5–7           |